# Altavilla Irpina
Altavilla Irpina (A'tavìll in dialetto irpino) è un comune italiano di 3 816 abitanti della provincia di Avellino in Campania.

## Geografia fisica
Il territorio comunale si estende su tre colli (Torone, Ripa e Foresta) dominanti la Valle del Vellola e del torrente San Giulio (conosciuta anche come media valle del Sabato) ed è ben protetto alle spalle dalla cresta montuosa di Toro, San Mango e Sassano.
L'abitato resta comunque bene interconnesso in quanto si sviluppa uniformemente verso sud e verso est a partire dal centro storico.

## Storia
Le origini di Altavilla sono certamente antiche: addirittura, vi è chi ritiene che Virgilio l'abbia menzionata nell'Eneide, col nome di Poetilia. Certamente, molto più tardi, nel 1882 Giovanni Verga vi ci ambientò il romanzo Il marito di Elena.
Le prime evidenze storiche risalgono invece al castello, denominato di Altacauda, che in epoca longobarda esisteva nell'attuale territorio comunale. Si arrivò poi, dopo alterne vicende, nel XII secolo alla dominazione dei Normanni.
Successivamente il feudo contenente tale nucleo abitato passò alla famiglia De Capua e solo allora si giunse al nome di Altavilla per mezzo del quale Luigi De Capua così ricordava il proprio casato nonché la sua provenienza dall'omonima città in Normandia
È conosciuto come il paese dello zolfo per la presenza di uno dei più importanti giacimenti della Campania rinvenuto alla fine del XIX secolo.
Gli ulteriori passi della storia del comune seguiranno quelli del resto del territorio circostante e poi della storia nazionale.

### Simboli
Lo stemma e il gonfalone del comune di Altavilla Irpina sono stati concessi con decreto del presidente della Repubblica dell'11 settembre 2017.
I monti fanno riferimento alla posizione del centro abitato posto a cavallo di tre colli: Ripa, Foresta e Torone; le nocciole (avellane), sono il principale prodotto della campagna circostante. La sigla A.G.P. significa "Ave Gratia Plena".
Il gonfalone è un drappo partito di giallo e di verde.

## Monumenti e luoghi d'interesse

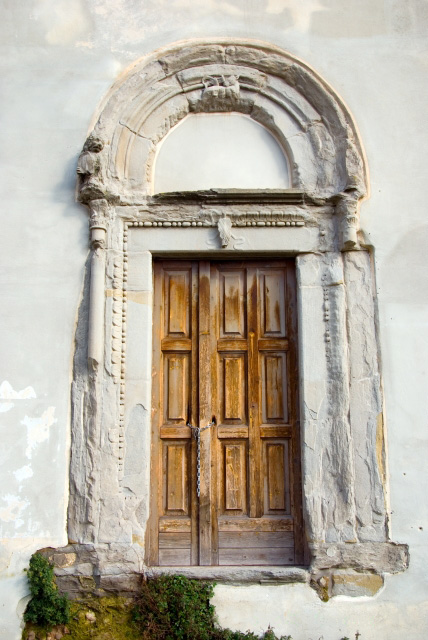
Portale della cappella di Santa Croce nel palazzo comitale

- Palazzo comitale conosciuto anche come "Palazzo Baronale" (sec. XV-XVI)
- Palazzo D'Agostino
- Palazzo Salerno
- Palazzo Caruso
- Chiesa collegiata di Santa Maria Assunta (sec. XVIII)
- Chiesa della SS.ma Annunziata (sec. XIV- XV)
- Miniere di zolfo.
- Museo della Gente senza Storia.
- Museo nella casa natale di Sant'Alberico Crescitelli
- Fontana piè di castello
- Impronta di San Bernardino

## Società

### Evoluzione demografica
Abitanti censiti

### Etnie e minoranze straniere
Al 31 dicembre 2017 nel comune di Altavilla Irpina risultano residenti 102 stranieri. I gruppi più numerosi sono quelli di:
- Romania 56

### Lingue e dialetti
Accanto alla lingua italiana, nell'ambito del territorio comunale di Altavilla è in uso una varietà del dialetto irpino.

### Emigrazione
Come nel resto della Campania l'emigrazione anche da Altavilla Irpina può dirsi cominciata con l'Unità d'Italia, quando in tutto il Sud Italia vennero difatti importate le regole sociali ed economiche di uno Stato (quello piemontese unificatore) che poteva dirsi straniero, dando inizio a quelle problematiche storicamente poi rese con la locuzione di questione meridionale
La prima ondata migratoria a partire dagli anni settanta del XIX secolo è stata poi arrestata dalla prima guerra mondiale: gli emigranti di questi anni non riuscivano a mantenere facilmente i rapporti con le famiglie e le terre di origine e per di più se ne è persa traccia.
Tra le due Guerre Mondiali i principali paesi di accoglienza per gli emigranti altavillesi furono: Francia, Svizzera, Germania, e Belgio, Stati Uniti d'America, Argentina, Canada, Venezuela e Australia.
L'emigrazione nel Secondo Dopoguerra in Altavilla ha toccato il suo culmine nel decennio 1960-1969, i paesi destinatari sono stati Svizzera, Germania e Belgio in Europa, Australia, Stati Uniti e marginalmente altri Paesi dell'America Meridionale. In particolare si segnala che la maggior parte degli emigrati altavillesi in Australia si sono stabiliti nei dintorni della città di Adelaide dove ancora oggi è grossa la comunità altavillese, dotata di forte uno spirito di identità con il comune di origine, e dove non è inverosimile per strada ascoltare 70enni esprimersi in dialetto irpino.
Gli emigranti di questo periodo sono quelli che grazie ai mezzi di comunicazione sempre più accessibili sono rimasti meglio in contatto con le loro famiglie di origine, spesso facendo sì che, dopo essersi definitivamente stabiliti nello Stato che li aveva accolti, abbiano chiamato a sé i propri familiari (fratelli, genitori) restati in Italia. In altri casi il legame con i loro parenti ancora in Italia - e ad Altavilla in particolare - diviene per essi motivo di tornarvi oggi annualmente durante il periodo estivo.
L'emigrazione quasi arrestata a partire negli anni settanta è poi ripresa negli Anni 2000 con motivazioni diverse. Oggi vanno via per lo più giovani laureati o diplomati che, proprio a motivo della propria specializzazione e del percorso formativo seguito, non trovano in zona possibilità di impiego in linea con le proprie ambizioni o necessità. In questo caso le mete sono per lo più nazionali, quali le città di Roma e Milano e relative conurbazioni urbane.

## Cultura

### Letteratura
- Parte del romanzo Il marito di Elena di Giovanni Verga è ambientato ad Altavilla.
- La Altavilla dell'Ottocento è lo sfondo dell'opera letteraria dell'altavillese Federico Villani, letterato, scrittore, poeta risorgimentale

### Cinema
- "Altavilla Irpina" viene menzionata nel film Lucky Luciano diretto da Francesco Rosi.
- "Oggi è il giorno di festa" film di Giovanni Prisco, con Leo Gullotta, riprende i vicoli del paese e la tradizionale sfilata dei battenti di S. Pellegrino. Il giorno 5 settembre 2015, in occasione della presentazione del progetto cinematografico il sindaco di Altavilla ha consegnato una "menzione speciale" all'attore protagonista Leo Gullotta.

### Eventi
- Il 21 luglio, si festeggia Sant'Alberico Crescitelli, missionario altavillese, martirizzato in Cina nel Novecento e canonizzato il 1º ottobre 2000 da Papa Giovanni Paolo II;
- il 18 agosto, si svolge il Palio dell'Anguria, corso caratteristicamente a pelo d'asino, durante una sfilata storica commemorativa del breve soggiorno di Costanza Chiaramonte nel XV secolo.
- il 24-25 agosto si festeggia San Pellegrino Martire, con la sfilata delle tradizionali squadre di battenti provenienti da diversi paesi confinanti con Altavilla.

## Amministrazione

### Sindaci
| Periodo | Periodo   | Primo cittadino           | Partito                           | Carica                        | Note  |
| ------- | --------- | ------------------------- | --------------------------------- | ----------------------------- | ----- |
| 1993    | 1997      | Filomena Caruso           | lista civica                      | Sindaco                       | [ 7 ] |
| 1997    | 2002      | Massima Maffei            | centrosinistra                    | Sindaco                       | [ 7 ] |
| 2002    | 2007      | Alberico Villani          | centrosinistra                    | Sindaco                       | [ 7 ] |
| 2007    | 2012      | Alberico Villani          | lista civica                      | Sindaco                       | [ 7 ] |
| 2012    | 2013      | Carmine Coviello          | lista civica Uniti per Altavilla  | Sindaco                       | [ 7 ] |
| 2013    | 2014      | Commissario straordinario |                                   | Amministrazione straordinaria | [ 7 ] |
| 2014    | 2019      | Mario Vanni               | lista civica Liberi per Altavilla | Sindaco                       | [ 7 ] |
| 2019    | 2024      | Mario Vanni               | lista civica Liberi per Altavilla | Sindaco                       | [ 7 ] |
| 2024    | in carica | Mario Vanni               | lista civica Liberi per Altavilla | Sindaco                       | [ 7 ] |

## Infrastrutture e trasporti
Il comune dispone di una propria stazione ferroviaria, sita nei pressi delle vecchie miniere di zolfo, sulla direttrice non elettrificata ed a binario unico Benevento-Avellino. La stazione cittadina si colloca a metà strada fra i due capoluoghi con cui è collegata (15 km circa da ciascuno).
Il traffico passeggeri da tale stazione ferroviaria in arrivo, destinazione o pendolare dal comune di Altavilla è scarso, data la posizione della stessa diversi chilometri fuori dal centro abitato. Tale considerazione del resto vale per la maggior parte delle stazioni della linea. Fino al 2021, anno della temporanea sospensione della linea per la sua elettrificazione, i convogli in transito erano formati da automotrici diesel Aln 668 per lo più in composizione singola (68 posti) o più moderni treni Minuetto da 122 posti.
Più sviluppati ed utilizzati in zona sono i collegamenti via pullman. Altavilla è capolinea di diverse linee di bus. È collegata con frequenza con il proprio capoluogo di provincia Avellino, mentre diverse altre autocorse, utilizzate per di più da studenti universitari, permettono di giungere a Benevento.
Di recente istituzione (2011) è un collegamento di bus diretto verso la città di Roma, i cui orari variano in funzione dei giorni della settimana.
Dal punto di vista stradale il comune è lambito dalla ex Strada statale 88 dei Due Principati che permette di raggiungere direttamente i capoluoghi di Avellino e Benevento; si dipartono inoltre diverse strade provinciali che la collegano ai comuni confinanti.